# Sakon Yamamoto
Sakon Yamamoto (jap. 山本 左近 Yamamoto Sakon; * 9. Juli 1982 in Toyohashi, Aichi) ist ein japanischer Automobilrennfahrer und Politiker. Von 2006 bis 2010 startete er bei einigen Rennen in der Formel 1. Von 2021 bis 2024 war er Mitglied im Abgeordnetenhaus, dem Unterhaus des Nationalparlaments.

## Karriere
Yamamoto begann seine Motorsportkarriere 1994 bei der Suzuka Circuit Racing School im Kartsport, in dem er bis 2000 aktiv war. 2001 wechselte Yamamoto in den Formelsport und startete in der japanischen Formel-3-Meisterschaft für TOM’S. Er wurde auf Anhieb Vierter der Gesamtwertung. Außerdem startete er bei vier Rennen der britischen Formel-3-Meisterschaft. 2002 wechselte Yamamoto komplett nach Europa und fuhr in der deutschen Formel-3-Meisterschaft für GM Motorsport und dem Team Kolles Racing. Zudem ging er für Kolles auch bei einem Rennen der italienischen Formel-3-Meisterschaft an den Start. In beiden Meisterschaften blieb er ohne Punkte. 2003 wechselte er in die neugegründete Formel-3-Euroserie, in der er für Superfund TME, dem Kolles-Rennstall, antrat. Ohne Punkte belegte er am Saisonende den 27. Gesamtrang.
2004 kehrte Yamamoto nach Japan zurück und trat erneut für TOM’S in der japanischen Formel-3-Meisterschaft an. Es gelang ihm sein erster Sieg im Formelsport und er belegte am Saisonende den siebten Gesamtrang. 2005 wechselte Yamamoto zu Kondo Racing in die Formel Nippon und wurde mit einem zweiten Platz Gesamtzehnter. Außerdem fuhr er zusammen mit Tatsuya Kataoka in der japanischen GT-Rennserie Super GT und belegte gemeinsam mit Kataoka mit einem Sieg den siebten Gesamtrang. Beim Großen Preis von Japan nahm Yamamoto als dritter Pilot von Jordan, bei dem Rennstall war Colin Kolles inzwischen Teamchef, am freien Training des Formel-1-Grand-Prix teil.

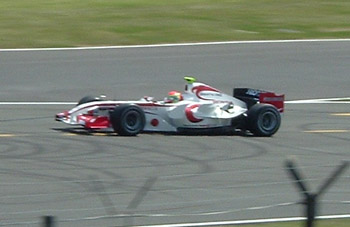
Sakon Yamamoto im Training zum Großen Preis von Großbritannien 2006

2006 begann Yamamoto in der Formel Nippon und der Super GT. Allerdings verließ er beide Serien nach jeweils drei Rennen, um für Super Aguri als dritter Fahrer an vier Grand Prix der Formel-1-Weltmeisterschaft 2006 teilzunehmen. Ab dem Großen Preis von Deutschland übernahm er das Renncockpit neben Takuma Satō von Franck Montagny für die restlichen sieben Saisonrennen. Nur bei drei Rennen erreichte er das Ziel. Bei seinen Zielankünften ließ Yamamoto nur ausgefallene Fahrer hinter sich. In der Gesamtwertung belegte er den 26. Platz. Für seine Verpflichtung waren hauptsächlich seine Sponsorengelder verantwortlich.

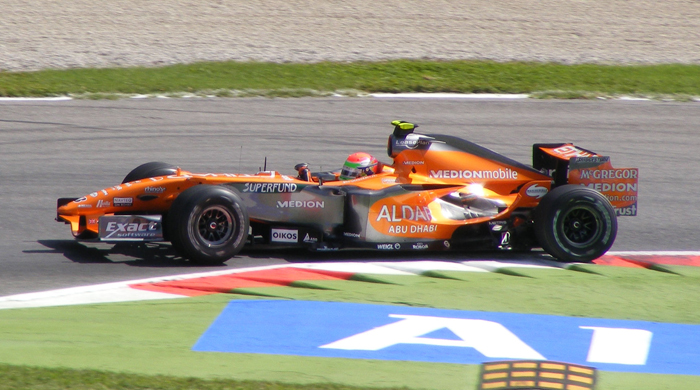
Sakon Yamamoto im Formel-1-Spyker beim Großen Preis von Italien 2007

Für 2007 verlor Yamamoto sein Super-Aguri-Cockpit an Anthony Davidson, blieb zunächst aber als Testfahrer beim Team. Darüber hinaus bestritt Yamamoto in der GP2-Serie 2007 für BCN Competición die ersten sechs Rennwochenenden. Seine beste Platzierung war ein neunter Platz im Hauptrennen in Barcelona. Yamamoto erzielte keine Punkte. Ab dem Großen Preis von Ungarn wechselte Yamamoto zurück in die Formel 1 und ersetzte den entlassenen Christijan Albers bei Spyker. Dabei setzte er sich gegen namhafte Kandidaten wie Christian Klien und Narain Karthikeyan durch, allerdings weniger wegen seines fahrerischen Könnens als aufgrund finanzieller Zuwendungen. Sein Teamkollege bei Spyker war Adrian Sutil, der in jedem Qualifying schneller als Yamamoto war. Bei Spyker arbeitete Yamamoto erneut mit Colin Kolles, der inzwischen Teamchef von Spyker war, zusammen.
Für die Formel-1-Weltmeisterschaft 2008 wurde Yamamoto im Februar von Renault als dritter Testfahrer unter Vertrag genommen. Allerdings konzentrierte sich sein Engagement mehr auf Präsentationsfahrten und Sponsorenauftritte. Bei Testfahrten wurde er nicht eingesetzt. Zur Mitte der GP2-Serie 2008 kehrte er in der GP2-Serie zurück. Er wurde von ART Grand Prix als Ersatz für Luca Filippi verpflichtet. Sein Teamkollege bei ART war Romain Grosjean, der genau wie Yamamoto Testfahrer bei Renault war. Yamamotos bestes Resultat war Platz vier im Sprintrennen auf dem Hungaroring. Es war zugleich das erste Mal, dass Yamamoto außerhalb Japans Punkte in einer Rennserie erzielte. Yamamoto belegte mit drei Punkten Platz 23 der Gesamtwertung. Für ART Grand Prix hatte er weniger Punkte als sein Vorgänger Filippi geholt. In der GP2-Asia-Serie-Saison 2008/09 blieb Yamamoto bei ART Grand Prix. Beim Saisonstart in Shanghai holte er als Dritter seine erste GP2-Podest-Platzierung. Am Saisonende belegte Yamamoto den neunten Platz in der Gesamtwertung.

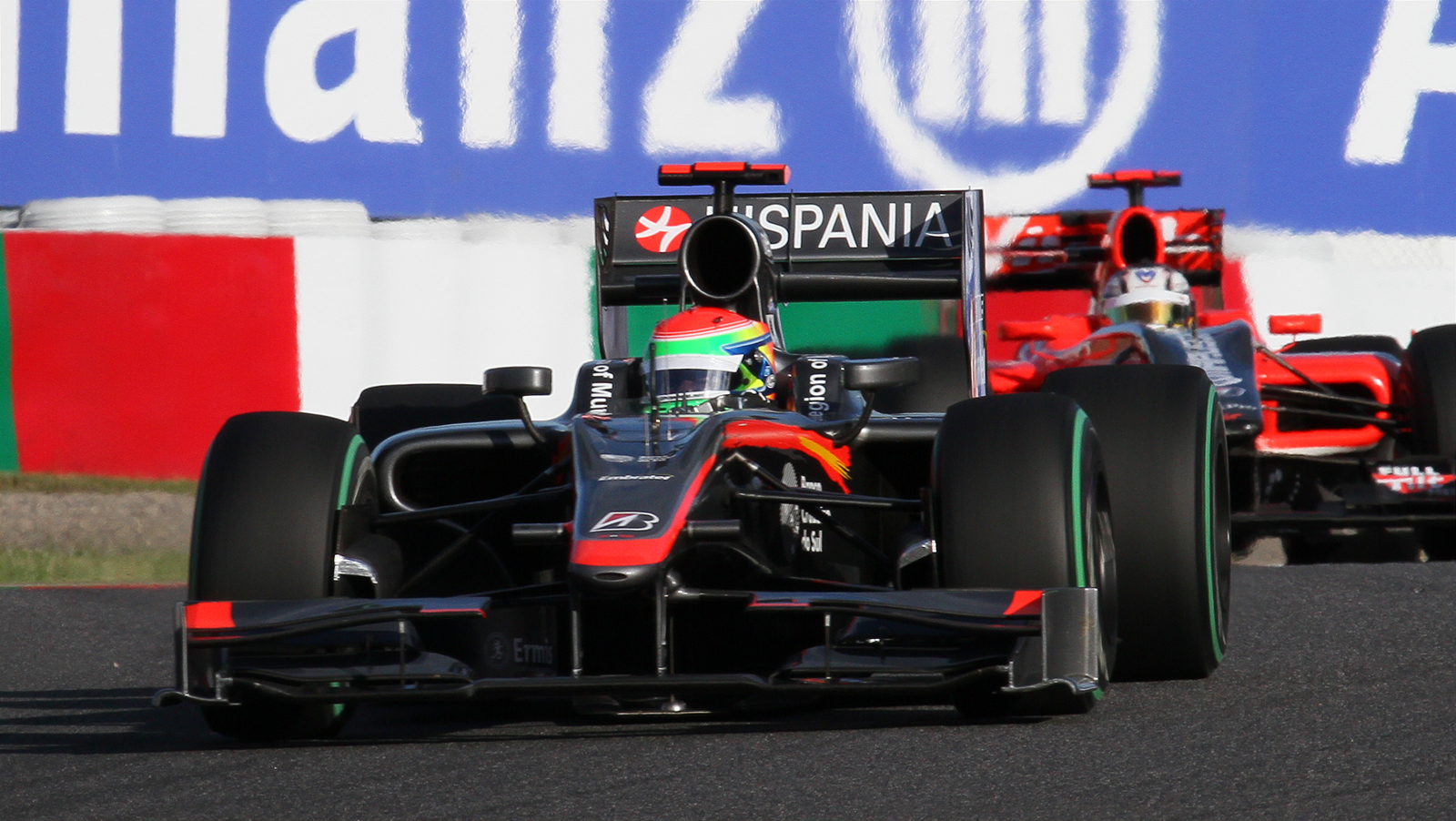
Yamamoto im HRT bei seinem Heim-Grand-Prix in Japan 2010

Nach seinem Engagement in der GP2-Asia-Serie verließ Yamamoto den Formelsport und wechselte 2009 in die ADAC GT Masters. Für das Team Rosberg startend belegte er am Saisonende den 32. Gesamtrang. 2010 kehrte Yamamoto in die Formel 1 zurück und wurde nach drei Grands Prix vom neuen Rennstall HRT als Testfahrer verpflichtet. Bei HRT arbeitete er erneut mit Colin Kolles zusammen und sollte bei einigen Grands Prix am Freitagstraining teilnehmen. Beim Großen Preis der Türkei übernahm er zum ersten Mal diese Position. Beim Großen Preis von Großbritannien ging der Japaner als Ersatz für Bruno Senna, der für dieses Rennen suspendiert wurde, an den Start. Ab dem nächsten Rennen, dem Großen Preis von Deutschland, trat Yamamoto als Ersatz für Karun Chandhok zu den Rennen an. Beim Großen Preis von Singapur musste er sein Cockpit wegen einer angeblichen Lebensmittelvergiftung an Klien, dem Test- und Ersatzfahrer des Teams, abtreten. Wie sich schon wenig später herausstellte, war der tatsächliche Grund für das Aussetzen keine Lebensmittelvergiftung, sondern finanzielle Schwierigkeiten. Das Geld von Yamamotos Mutter, die ihrem Sohn das Cockpit finanzierte, war nicht rechtzeitig bei HRT angekommen. Nach zwei weiteren Rennen im Cockpit wurde Yamamoto zum Großen Preis von Brasilien durch Klien abgelöst. Am Saisonende belegte Yamamoto, der wie 2006 und 2007 an sieben Rennen teilgenommen hatte, punktelos den 26. Platz in der Fahrerweltmeisterschaft. 2011 nahm Yamamoto für die ersten drei Grands Prix die Test- und Ersatzfahrerposition bei Virgin ein.
Nach mehreren Jahren ohne Motorsporteinsätze kehrte Yamamoto im Juni 2015 in den Motorsport zurück und trat für Amlin Aguri, für die er unter dem Namen Super Aguri in der Formel 1 gefahren war, zu zwei Rennen der FIA-Formel-E-Meisterschaft an.
Bei der Senatswahl 2019 kandidierte Yamamoto für die Liberaldemokratische Partei (LDP) im landesweiten Verhältniswahlwahlkreis, erhielt aber nur 78.236 Stimmen und erreichte damit Platz 27 auf der LDP-Liste bei 19 Sitzen für die LDP. Bei der Abgeordnetenhauswahl 2021 trat er für die LDP im Verhältniswahlblock Tōkai an und wurde gewählt. 2024 wurde er abgewählt.

## Statistik

### Karrierestationen
| - 1994–2000: Kartsport - 2001: Japanische Formel 3 (Platz 4) - 2001: Britische Formel 3 - 2002: Deutsche Formel 3 - 2002: Italienische Formel 3 - 2003: Formel-3-Euroserie (Platz 27) - 2004: Japanische Formel 3 (Platz 7) - 2005: Formel Nippon (Platz 10) | - 2005: Super GT (Platz 7) - 2005: Formel 1 (Testfahrer) - 2006: Formel 1 (Platz 26) - 2006: Formel Nippon (Platz 11) - 2006: Super GT (Platz 21) - 2007: Formel 1 (Platz 24) - 2007: GP2-Serie (Platz 30) - 2008: GP2-Serie (Platz 23) | - 2008: Formel 1 (Testfahrer) - 2009: GP2-Asia-Serie (Platz 9) - 2009: ADAC GT Masters (Platz 32) - 2010: Formel 1 (Platz 26) - 2011: Formel 1 (Testfahrer) - 2015: Formel E (Platz 35) |

### Statistik in der Formel-1-Weltmeisterschaft
Diese Statistik umfasst alle Teilnahmen des Fahrers an der Formel-1-Weltmeisterschaft.

#### Gesamtübersicht
| Saison | Team                        | Chassis                 | Motor           | Rennen | Siege | Zweiter | Dritter | Poles | schn. Rennrunden | Punkte | WM-Pos. |
| ------ | --------------------------- | ----------------------- | --------------- | ------ | ----- | ------- | ------- | ----- | ---------------- | ------ | ------- |
| 2006   | Super Aguri Formula 1       | Super Aguri SA05 / SA06 | Honda 2.4 V8    | 7      | –     | –       | –       | –     | –                | –      | 26.     |
| 2007   | Etihad Aldar Spyker F1 Team | Spyker F8-VII / F8-VIIB | Ferrari 2.4 V8  | 7      | –     | –       | –       | –     | –                | –      | 24.     |
| 2010   | HRT F1 Team                 | HRT F110                | Cosworth 2.4 V8 | 7      | –     | –       | –       | –     | –                | –      | 26.     |
| Gesamt | Gesamt                      | Gesamt                  | Gesamt          | 21     | –     | –       | –       | –     | –                | –      |         |

#### Einzelergebnisse
| Saison | 1 | 2 | 3 | 4 | 5 | 6  | 7  | 8  | 9  | 10  | 11  | 12  | 13  | 14  | 15 | 16  | 17 | 18 | 19 |
| ------ | - | - | - | - | - | -- | -- | -- | -- | --- | --- | --- | --- | --- | -- | --- | -- | -- | -- |
| 2006   |   |   |   |   |   |    |    |    |    |     |     |     |     |     |    |     |    |    |    |
|        |   |   |   |   |   |    | TD | TD | TD | TD  | DNF | DNF | DNF | DNF | 16 | 17  | 16 |    |    |
| 2007   |   |   |   |   |   |    |    |    |    |     |     |     |     |     |    |     |    |    |    |
|        |   |   |   |   |   |    |    |    |    | DNF | 20  | 20  | 17  | 12  | 17 | DNF |    |    |    |
| 2010   |   |   |   |   |   |    |    |    |    |     |     |     |     |     |    |     |    |    |    |
|        |   |   |   |   |   | PO |    |    | 20 | DNF | 19  | 20  | 19  |     | 16 | 15  |    |    |    |

| Legende  | Legende            | Legende                                                          |
| Farbe    | Abkürzung          | Bedeutung                                                        |
| -------- | ------------------ | ---------------------------------------------------------------- |
| Gold     | –                  | Sieg                                                             |
| Silber   | –                  | 2. Platz                                                         |
| Bronze   | –                  | 3. Platz                                                         |
| Grün     | –                  | Platzierung in den Punkten                                       |
| Blau     | –                  | Klassifiziert außerhalb der Punkteränge                          |
| Violett  | DNF                | Rennen nicht beendet (did not finish)                            |
| Violett  | NC                 | nicht klassifiziert (not classified)                             |
| Rot      | DNQ                | nicht qualifiziert (did not qualify)                             |
| Rot      | DNPQ               | in Vorqualifikation gescheitert (did not pre-qualify)            |
| Schwarz  | DSQ                | disqualifiziert (disqualified)                                   |
| Weiß     | DNS                | nicht am Start (did not start)                                   |
| Weiß     | WD                 | zurückgezogen (withdrawn)                                        |
| Hellblau | PO                 | nur am Training teilgenommen (practiced only)                    |
| Hellblau | TD                 | Freitags-Testfahrer (test driver)                                |
| ohne     | DNP                | nicht am Training teilgenommen (did not practice)                |
| ohne     | INJ                | verletzt oder krank (injured)                                    |
| ohne     | EX                 | ausgeschlossen (excluded)                                        |
| ohne     | DNA                | nicht erschienen (did not arrive)                                |
| ohne     | C                  | Rennen abgesagt (cancelled)                                      |
| ohne     | keine WM-Teilnahme |                                                                  |
| sonstige | P/fett             | Pole-Position                                                    |
| sonstige | 1/2/3/4/5/6/7/8    | Punktplatzierung im Sprint-/Qualifikationsrennen                 |
| sonstige | SR/kursiv          | Schnellste Rennrunde                                             |
| sonstige | *                  | nicht im Ziel, aufgrund der zurückgelegten Distanz aber gewertet |
| sonstige | ()                 | Streichresultate                                                 |
| sonstige | unterstrichen      | Führender in der Gesamtwertung                                   |

### Einzelergebnisse in der FIA-Formel-E-Meisterschaft
| Jahr    | Team        | 1   | 2   | 3   | 4   | 5   | 6   | 7   | 8   | 9   | 10   | 11  | Punkte | Rang |
| ------- | ----------- | --- | --- | --- | --- | --- | --- | --- | --- | --- | ---- | --- | ------ | ---- |
| 2014/15 | Amlin Aguri | BEI | PUT | PUN | BUE | MIA | LBH | MON | BER | MOS | LON  | LON | 0      | 35.  |
| 2014/15 | Amlin Aguri |     |     |     |     |     |     |     |     |     | DNF° | DNF | 0      | 35.  |

| Legende                      | Legende       | Legende                                                                 |
| Farbe                        | Abkürzung     | Bedeutung                                                               |
| ---------------------------- | ------------- | ----------------------------------------------------------------------- |
| Gold                         | —             | Sieger                                                                  |
| Silber                       | —             | 2. Platz                                                                |
| Bronze                       | —             | 3. Platz                                                                |
| Grün                         | —             | Platzierung in den Punkten                                              |
| Blau                         | —             | Klassifiziert außerhalb der Punkteränge                                 |
| Violett                      | DNF           | Rennen nicht beendet                                                    |
| Violett                      | NC            | nicht klassifiziert                                                     |
| Rot                          | DNQ           | nicht qualifiziert                                                      |
| Schwarz                      | DSQ           | disqualifiziert                                                         |
| Weiß                         | DNS           | nicht am Start                                                          |
| Weiß                         | WD            | zurückgezogen                                                           |
| Weiß                         | C             | Rennen abgesagt                                                         |
| Blanko                       |               | nicht teilgenommen                                                      |
| Blanko                       | DNP           | gemeldet, aber nicht teilgenommen                                       |
| Blanko                       | INJ           | verletzt oder krank                                                     |
| Blanko                       | EX            | ausgeschlossen                                                          |
| sonstige Formate und Zeichen | P/fett        | Pole-Position                                                           |
| sonstige Formate und Zeichen | kursiv        | Schnellste Rennrunde (ab 2017/18: Schnellste Rennrunde der ersten Zehn) |
| sonstige Formate und Zeichen | unterstrichen | Führender in der Gesamtwertung                                          |
| sonstige Formate und Zeichen | °             | FanBoost                                                                |
| sonstige Formate und Zeichen | *             | nicht im Ziel, aufgrund der zurückgelegten Distanz aber gewertet        |
| sonstige Formate und Zeichen | ( )           | Streichresultat                                                         |